# 阮氏定 (越南政治人物)
阮氏定（發音：[ŋwiən˦ˀ˥ tʰi˧˨ʔ ʔɗïŋ˧˨ʔ]；1920年3月15日—1992年8月26日）越南政治人物，曾任南方解放军副司令员。

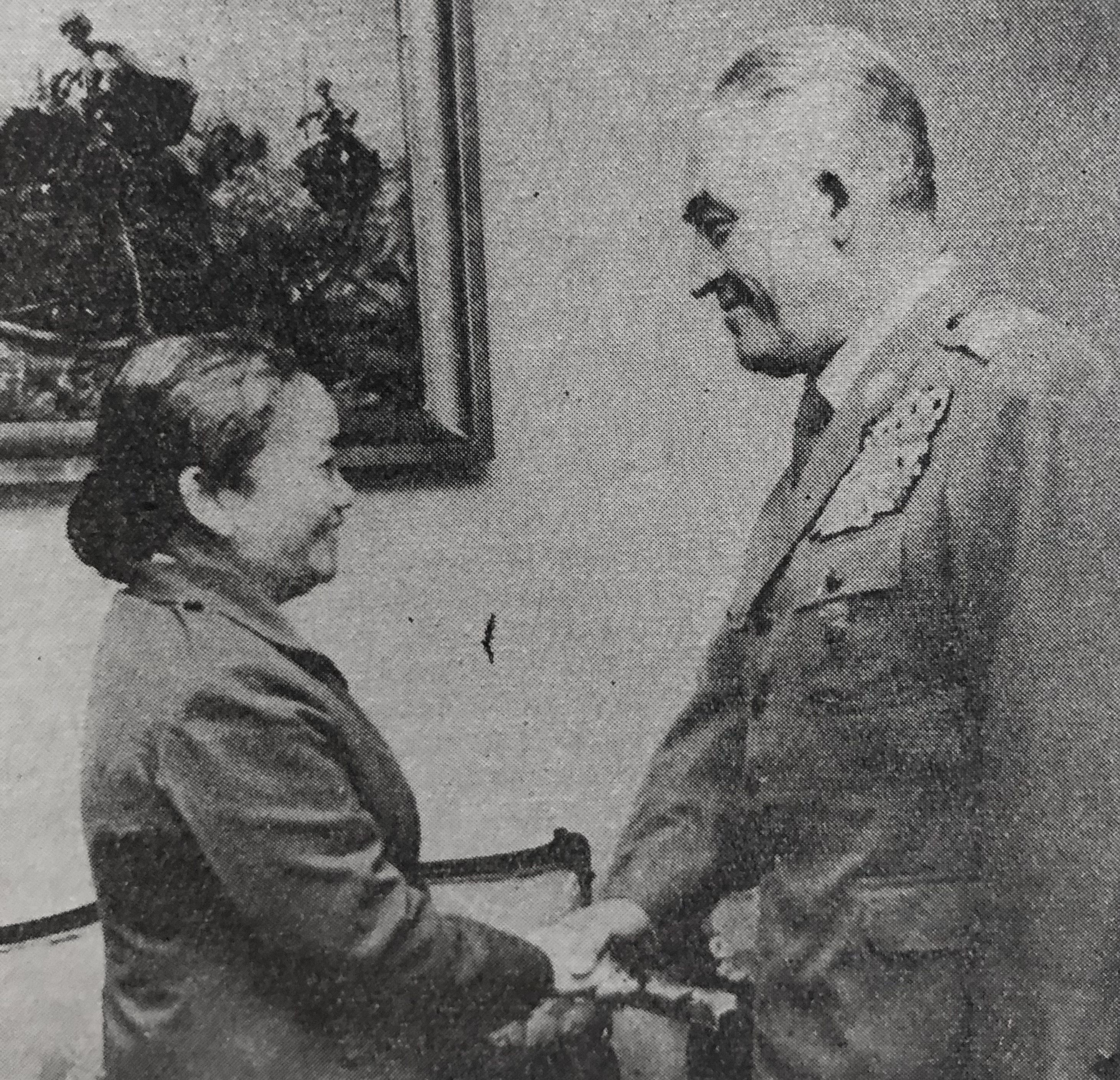
Nguyễn Thị Định & Józef Urbanowicz - 1976

## 历史
1936年，在其弟弟阮文灿（Nguyễn Văn Chẩn）的监护下，她以宣传传形式加入了印度支那独立运动，她广泛宣传反对压迫和当地剥削。
1938年，被接纳为印度支那共产党。
1940年，丈夫被法国殖民政府放逐到了昆岛，并在那里去世了。
1946年3月，加入了一个由南方到北方的干部代表团，会见胡志明总总理统和北越政府，报告了南方的抵抗状况并希望提供武器。那年的11月，她担任运输队负责人，向越南南方革命根据地运送武器。
1964年，在第一次南方解放全国代表大会上，当选为前线中央委员会主席团成员。 
1965年，成为南方解放军副司令。在全南妇女大会上，她曾任南方解放妇女联盟主席。
1974年，她晋升为越南人民军少将。
1992年，病逝。

## 荣誉称号
1995年8月30日，被授予“人民武装英雄”称号。 
1968年，她被授予苏联列宁和平奖。